# Mycetophila fortisa
Mycetophila fortisa är en tvåvingeart som beskrevs av Wu 1997. Mycetophila fortisa ingår i släktet Mycetophila och familjen svampmyggor. Inga underarter finns listade i Catalogue of Life.